# Swinelake bei Barenburg
Swinelake bei Barenburg este o arie protejată (arie specială de conservare — SAC, sit de importanță comunitară — SCI) din Germania întinsă pe o suprafață de 19,8 ha, integral pe uscat.

## Localizare
Centrul sitului Swinelake bei Barenburg este situat la coordonatele 52°36′56″N 8°50′13″E / 52.6156°N 8.8369°E.

## Înființare
Situl Swinelake bei Barenburg a fost declarat sit de importanță comunitară în ianuarie 2005 pentru a proteja 1 specie de animale. Situl a fost protejat și ca arie specială de conservare în decembrie 2017.

## Biodiversitate
Situată în ecoregiunea atlantică, aria protejată nu include niciun habitat protejat.
La baza desemnării sitului se află o specie protejată de  nevertebrate: Coenagrion mercuriale.